# Laiphognathus multimaculatus
Laiphognathus multimaculatus és una espècie de peix de la família dels blènnids i de l'ordre dels perciformes.

## Morfologia
- Els mascles poden assolir 4 cm de longitud total.[1]

## Reproducció
És ovípar.

## Hàbitat
És un peix marí de clima tropical.

## Distribució geogràfica
Es troba al llarg de l'Àfrica oriental fins a Inhaca (Moçambic), i, en direcció est, fins a Nova Guinea, Salomó i el Japó.